# Телесериал-антология
Телесериал-антология (англ. Anthology series, также иногда Anthology drama) — разновидность сериалов на радио и телевидении, в которых каждый из эпизодов или сезонов имеет собственную историю, персонажей и актёров. Формат впервые зародился на радио NBC в 1927 году, после выхода программы The Collier Hour, которая считается первой драмой-антологией.
Пик успеха формата пришёлся на период Золотого века телевидения в 1950-х годах благодаря успеху программ «Телевизионный театр Крафта» (1947—1958), The United States Steel Hour (1953—1963) и The Philco Television Playhouse (1948—1955), а также «Зал славы Hallmark» (с 1951) и Disneyland (с 1954). Большинство программ длились час или более. Их сюжетами были классические литературные произведения, социально значимые темы и серьёзные драматические истории, а также телеверсии бродвейских постановок, что делало эти телесериалы очень престижными в лице зрителей и привлекало крупных актёров того времени, таких как Лоуренс Оливье, Бетт Дейвис, Селеста Холм, Грейс Келли, Люсиль Болл, Дэвид Нивен, Полли Берген, Лилиан Гиш, Пол Ньюман, Розалинд Расселл, Шарль Буайе, Джоэл Маккри, Джоан Вудворд и десятки других. Некоторые звезды классического Голливуда, такие как Лоретта Янг, Дуглас Фэрбенкс и Барбара Стэнвик, в начале пятидесятых перебрались на телевидение и снимались именно в своих собственных телесериалах-антологиях.
В 1950 году на волне успеха формата каналы начали выпускать не только часовые, но и получасовые драмы, которые, впрочем, часто подвергались критике из-за того, что авторы пытались раскрыть серьёзные темы за тридцать минут. Многие называли эти программы «низкопробным развлечением». Помимо классических драм, во второй половине пятидесятых успех нашли фантастические и узкожанровые сериалы, такие как «Альфред Хичкок представляет» (1955—1965) и «Сумеречная зона» (1959—1964). В начале шестидесятых дни успеха формата прошли, и рейтинги многих сериалов начали падать, что приводило к их закрытию и постепенной смерти всего направления, одновременно с развитием других телевизионных жанров. Многие записи классических шоу не сохранились, так как в пятидесятых не было практики повторов театрализованных телепостановок, выходивших в прямом эфире, а те материалы, которые доступны, были сняты с кинескопов и имеют крайне низкое качество. В последующие годы формат встречался на телевидении нерегулярно, и среди его ярких представителей можно выделить сериалы «Лодка любви» (1977—1986), «Отель» (1983—1988), «Байки из склепа» (1989—1996), «Американская история ужасов» (с 2011), и «Чёрное зеркало» (с 2011).

#### Известные/Знаковые сериалы-антологии
- Телевизионный театр Крафта
- The United States Steel Hour
- The Philco Television Playhouse
- Зал славы Hallmark
- Disneyland
- Альфред Хичкок представляет
- Сумеречная зона
- Лодка любви
- Непридуманные истории
- Отель
- Байки из склепа
- Американская история ужасов
- Чёрное зеркало
- За гранью возможного (1963)
- За гранью возможного (1995)
- Настоящий детектив
- Электрические сны Филипа К. Дика (2017)
- Любовь, смерть и роботы
- Мастера ужасов
- Secret Level